# Far Skies Deep Time
Far skies deep time is het negende studioalbum van Big Big Train. De band kende een enigszins stabielere periode. De band bleef ten opzichte van het vorige album geheel intact. De band heeft als thuisbasis Bournemouth en het album werd opgenomen in Southampton in de Rob Aubrey Studio. Opmerkelijk is de naam van de drummer, die als groepslid is vermeld; het is Nick D'Virgilio, vaste drummer bij Spock's Beard. De zang kwam door de stem van Longdon behoorlijk dicht in de buurt van Genesis, zeker in het nummer dat door oud-lid van Genesis Anthony Phillips is geschreven (Master of time). Master of time verscheen eerder op Phillips soloalbum The Geese and the Ghost (cd-versie 1988 bonustrack).

## Musici
- David Longdon – zang, dwarsfluit, accordeon, mandoline
- Dave Gregory – gitaar
- Andy Poole – basgitaar, toetsinstrumenten, baspedalen
- Greg Spawton – gitaar, basgitaar, toetsinstrumenten
- Nick D'Virgilio – slagwerk, percussie, achtergrondzang

met
- Jonathan Barry – gitaarsolo Fat Billy shouts mine
- Danny Manners – contrabas op British racing green
- Tony Müller – piano op British racing green
- Martin Orford (van IQ – toetssolo op Fat Billy shouts mine
- Jim Trainer - zeemeeuwgeluiden

## Muziek
| Nr. | Titel                                   | Duur  |
| --- | --------------------------------------- | ----- |
| 1.  | Master of time (Phillips)               | 7:44  |
| 2.  | Fat Billy shouts mine (Spawton)         | 6:39  |
| 3.  | British racing green (Longdon, Spawton) | 3:59  |
| 4.  | Brambling (Longdon, Spawton)            | 5:00  |
| 5.  | The wide open sea (Longdon, Spawton)    | 17:44 |